# 하일레마리암 데살렌

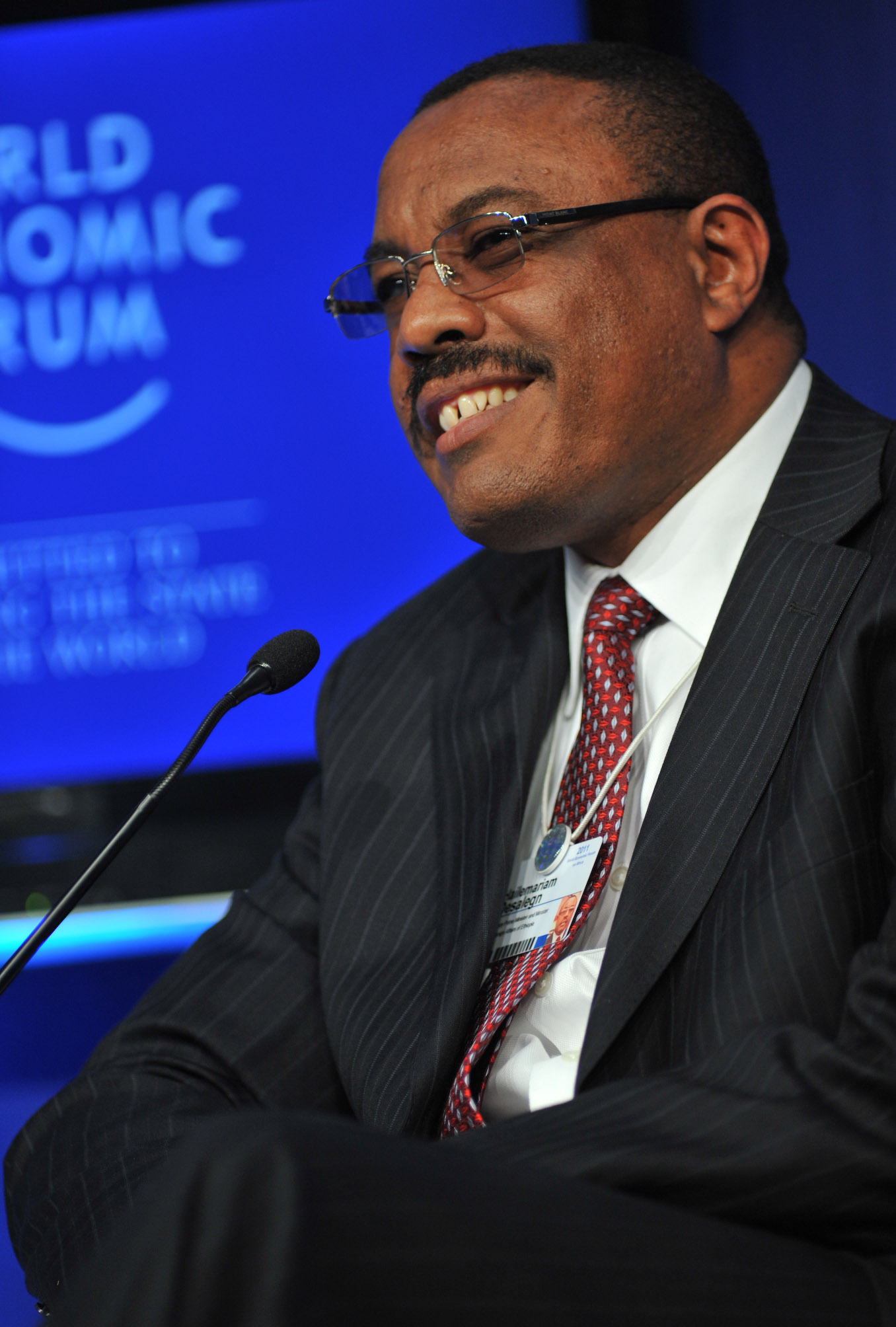
하일레마리암 데살렌

하일레마리암 데살렌(암하라어: ኃይለማሪያም ደሳለኝ, 1965년 7월 19일~ )은 에티오피아의 정치인이다. 2012년 8월 20일부터 2018년 4월 20일까지 에티오피아의 총리를 역임하였다. 2010년 9월 1일부터 2012년 9월 21일까지 부총리 겸 외무부 장관을 역임했으며 2013년부터 2014년까지 아프리카 연합의 의장을 역임했다. 2012년 9월 15일부터 2018년 2월 15일까지 에티오피아 인민 혁명 민주 전선의 의장 겸 에티오피아의 총리직을 역임했다.